# Edward George Clarke
Sir Edward George Clarke (Chaville, 15 febbraio 1841 – 26 aprile 1931) è stato un avvocato e politico inglese.

## Biografia
Fu uno dei più importanti e famosi avvocati dell'epoca vittoriana, figlio di J G Clarke.
Studiò presso il King's College London e, dopo l'impiego di un anno presso l'India Office, divenne, nel 1864, avvocato, salendo poi ai vertici della professione per via di due casi del 1877: nella difesa dell'ispettore Clarke (nello scandalo che coinvolse Scotland Yard) e nella difesa di Patrick Staunton, coinvolto in un omicidio. Onorato con il titolo di cavaliere nel 1886, è entrato nel parlamento nel partito conservatore, uscendo poi dal mondo politico nel 1899 quando non fu d'accordo con il comportamento del parlamento rispetto alla questione del Sudafrica.

### Processi importanti

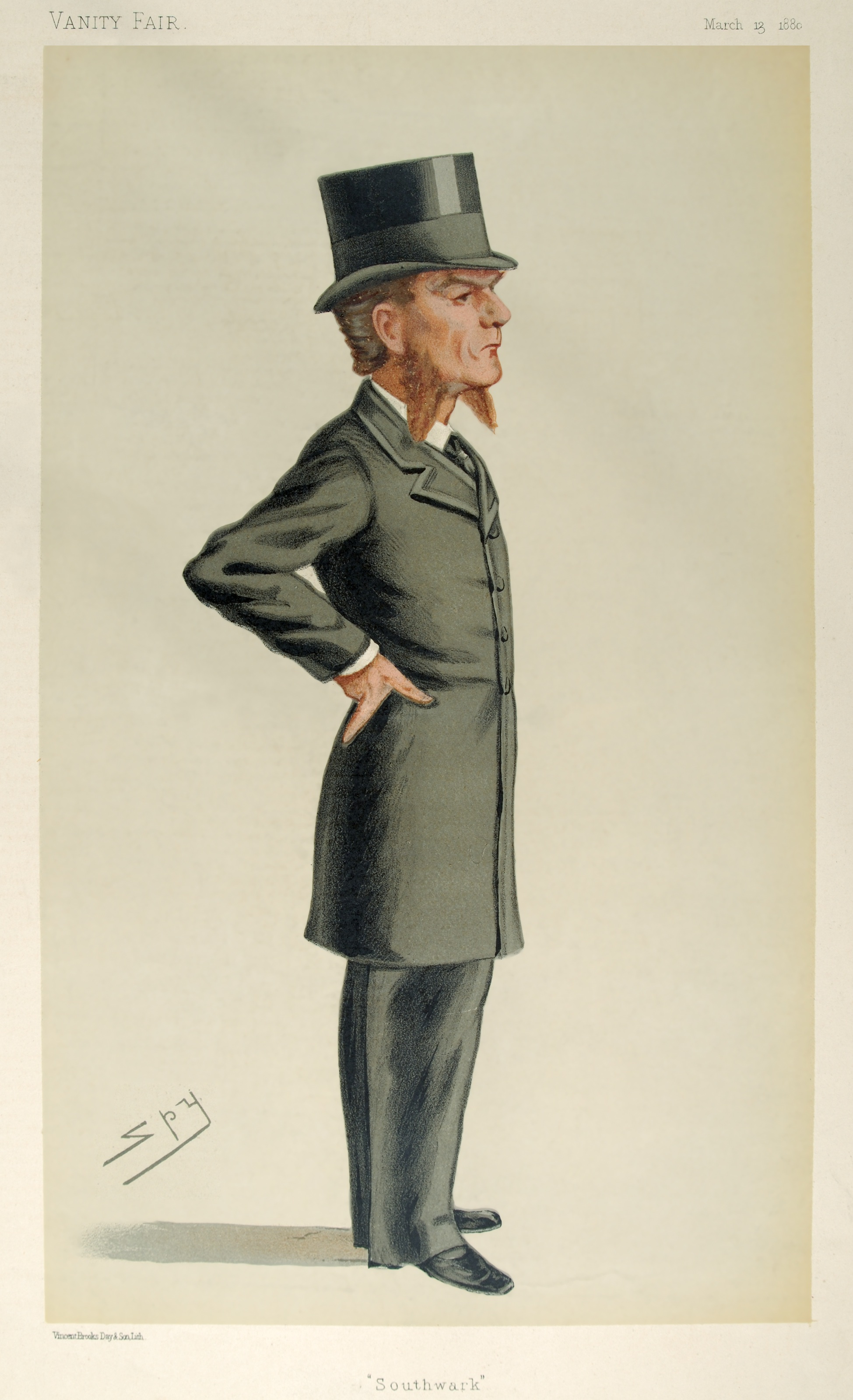
Caricatura di Edward George Clarke, Vanity Fair, 13 marzo 1880

Come avvocato fu coinvolto in una serie di processi, alcuni dei quali fecero la storia:
- Il caso Bartlett, 1886 (chiamato anche il mistero di Pimlico)
- Gordon-Cumming contro Wilson e altri, (1891) (il caso Baccarat). Clarke qui rappresentò Sir William Gordon-Cumming.
- Oscar Wilde contro il marchese di Queensberry, (1895): due processi, uno intentato da Wilde contro il marchese di Queensberry, che si concluse con l'assoluzione di quest'ultimo, ed il successivo, intentato dal marchese contro Wilde, accusandolo di sodomia. Clarke nell'arringa seppe descrivere abilmente il ricatto di Wood, Clibborn e Allen[1] e poi descrisse l'incontro poco amichevole avvenuto con il marchese: l'aula era sul punto di essere sgombrata tanto furono le risate che si levarono durante la sua esposizione dei fatti.
In seguito decise che la mossa giusta fosse leggere le lettere che il marchese aveva inviato alla moglie e al figlio per farlo passare come un isterico, nella lettura fece il nome di Rosebery, Gladstone e la stessa regina, valutato in seguito un grave errore.[2]
- il processo a Leander Starr Jameson a causa del Jameson Raid.

## Opere
Scrisse anche piccole opere, fra cui:
- Treatise on the Law of Extradition (1903)
- The Story of My Life, (1918) autobiografia